# برمجيات محمولة

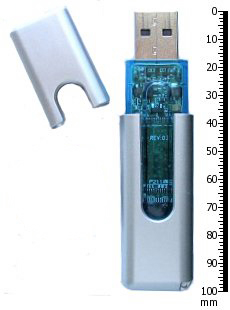
ذاكرة محمولة مرتبطة بفلاش يو اس بي.

البرامج المحمولة أو التطبيقات المحمولة (بالإنجليزية: Portable application أو Portable Software)‏ هي برامج مصممة للعمل على الحاسوب دون الحاجة إلى القيام بتنصيبها أو التعديل على الجهاز التي ستعمل عليه.
هذا النوع من البرامج يمكن تخزينه على أي وسائط تخزين (داخلية أو خارجية)، حيث يقوم البرنامج المحمول بتخزين الملفات والإعدادات اللازمة لعمله على وسائط التخزين، اما إذا كان لا يحتاج أي ملفات أو إعدادات لكي يعمل فيمكن وضعه على أقراص للقراءة فقط مثل القرص المضغوط والدي في دي.
بعض البرامج متوفرة بشكلها العادي (القابل للتنصيب) والمحمول

## تطبيقات ويندوز المحمولة
البرنامج المحمول لا يقوم بوضع ملفاته أو اعداداته على الجهاز الذي يعمل عليه، وهذا الشيء ربما يكون مطلوبا إذا لم يكن لديك صلاحيات المسؤول على الحاسوب.
عادة البرنامج المحمول لا يقوم بالتعديل على سجل الويندوز ولا يخزن اعداداته (ملفات INI مثلا) في حساب المستخدم، بل يقوم بوضعها في مسار البرنامج، بما ان مسار البرنامج سيختلف من جهاز لآخر فان عمل البرامج المحمولة يتطلب تخزين اعداداته بطريقة نسبية (relative format).
بعض التطبيقات تدعم هذه الميزة، لكن الكثير من التطبيقات الأخرى لا تدعمها. إحدى الطرق الشائعة للتغلب على هذه المشكلة هي استخدام برنامج مساعد يقوم بوضع الملفات والاعدادات اللازمة على الجهاز الذي يعمل عليه عند فتح البرنامج المحمول، وعند اغلاقه يقوم البرنامج المساعد بنقل الملفات الضرورية إلى مكان تخزين البرنامج المحمول. أو نسخ ملف التطبيق من المسار C:/programs نحو مفتاح اليو اس بي المراد استعماله. لكن هذه الطريقة قد لا تستغل في بعض التطبيقات التي تخزن بياناتها في عدة مسارات مختلفة في الحاسوب.

## تطبيقات محمولة في لينكس واشباه يونكس
في لينكس واشباه يونكس، يمكن تشغيل التطبيقات المحمولة، لكن يتطلب في بعض الأحيان صلاحيات مدير النظام إذا كان المستعمل ليس مشارك في مجموعة sudo أو ليس عنصر في إمكانية قد يحتاجها البرنامج للاشتغال. مثل إمكانية استعمال بطاقة الشبكة، أو امكانية تعديل ملفات النظام. وقد يعرض النظام رسالة "Permission denied" لأن المستعمل لا يملك صلاحية معينة.
ملفات إعداد التطبيق قد تخزن في مجلد المستعمل /home , أو في مجلد الملفات المؤقتة tmp وهذا حسب البرنامج. كما يمكن استعمال متغير البيئة HOME لتغيير مكان الإعدادات إذا تم تحديده قبل تشغيل البرنامج.
يوفر لينكس متغير البيئة لربط الديناميكي  LD_LIBRARY_PATH , يمكن من خلال هذا المتغير تغيير مسار مكتبات النظام القياسية إلى مسار التطبيق، ويكون الأمر على الشكل الالي:
```
HOME=/mnt/home/user LD_LIBRARY_PATH=/mnt/usr/lib /mnt/usr/bin/w3m www.example.com
```

تطبيقات لينكس لا تحتاج إلى تفاعل المستخدم (مثل تكييف البرنامج أو تعديل في نظام الملفات), على اختلاف مسارات، يمكن إرسال التعليمة $ORIGIN إلى مترجم GCC لكي ينشى برنامج يبحث تقائيا على المكتبات الديناميكية في مسار البرنامج ومجلد النظام.
لا يمكن جعل برامج لينكس كلها محمولة لأن بعضها مبرمج ليبحث في مسارات محدد مسبقا ولا يطلب النظام في تعامله مع مجلد المستخدم ومجلدات المكتبات. قد يحتاج تعديل في الكود المصدري ليكون محمول.

## وصلات خارجية
- PortableApps.com - الموقع المرجعي لتطبيقات ويندوز المحمولة.
- مشروع إنشاء تطبيقات محمولة للينكس
- Firefox Portable - مستعرض.
- ClamWin Portable - مضاد فيروسات
- إخفاء الأيبي مجاني محمول